# バハードゥル・シャー (グジャラート・スルターン朝)
クトゥブッディーン・バハードゥル・シャー（Qutb-ud-Din Bahadur Shah, 生年不詳 - 1537年2月14日）は、西インド、グジャラート・スルターン朝の君主（在位：1526年 - 1537年）。

## 生涯

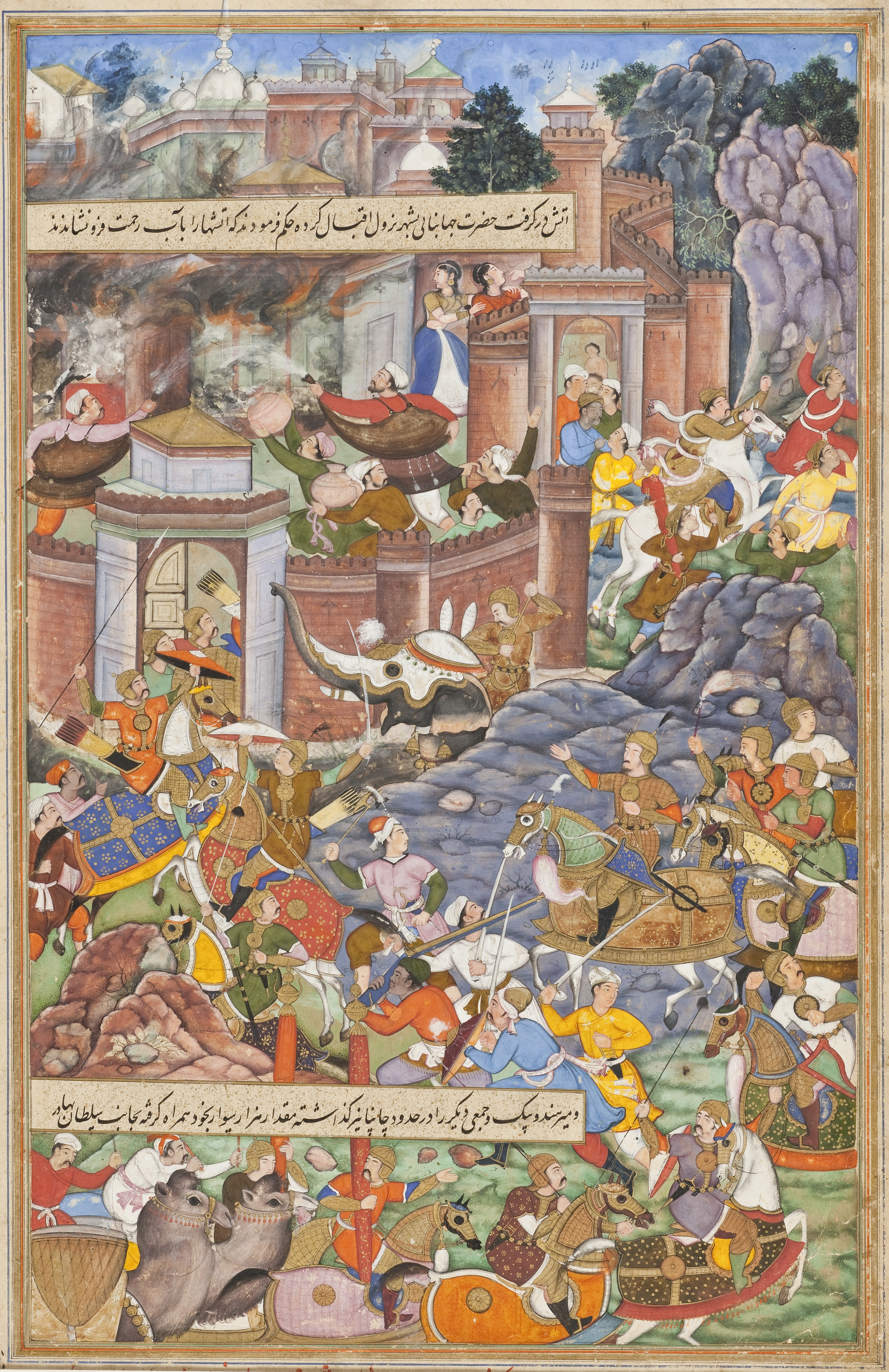
ムガル帝国軍と戦うバハードゥル・シャー（1535年）

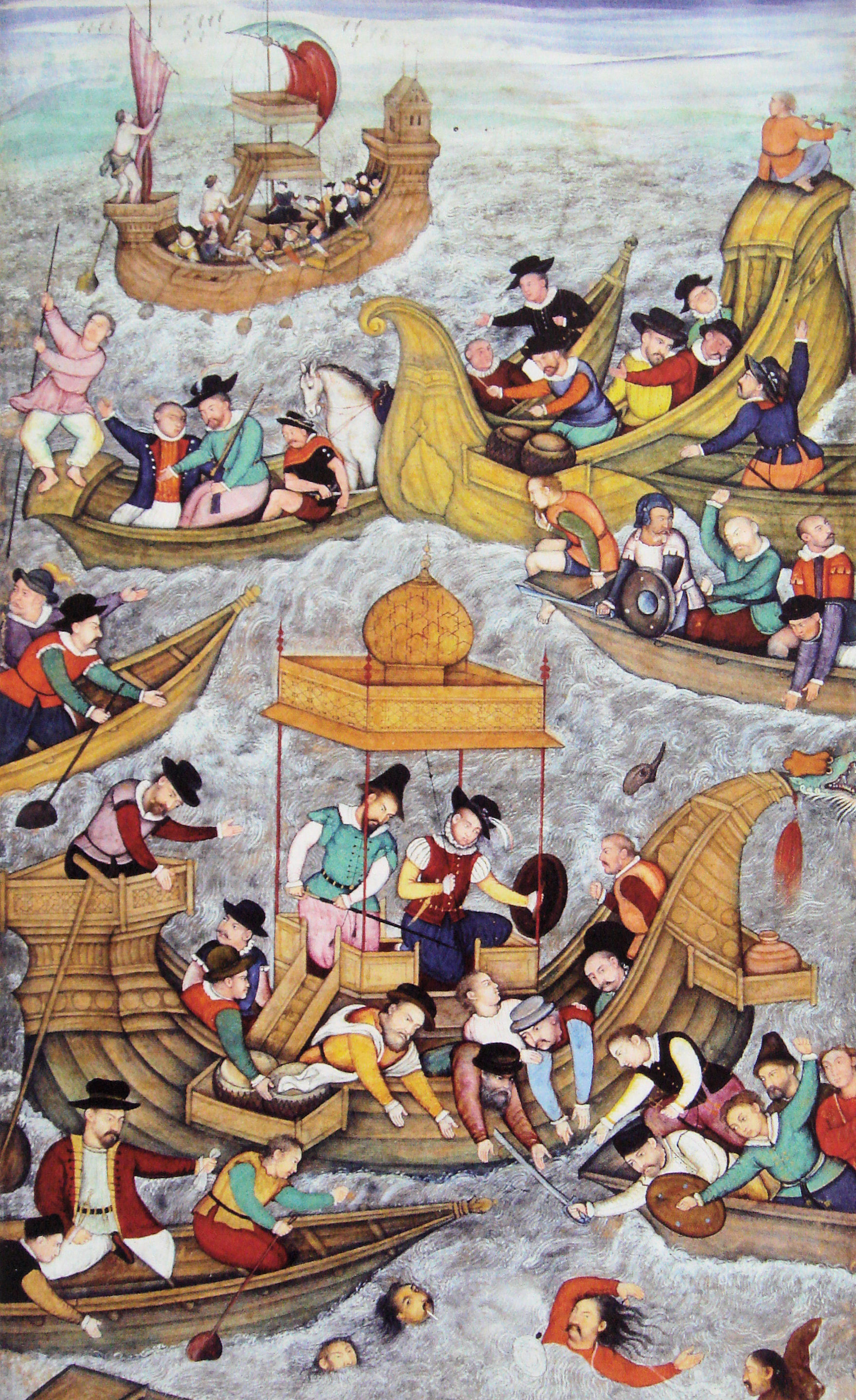
ポルトガルに殺害されるバハードゥル・シャー

バハードゥル・シャーはグジャラート・スルターン朝の君主ムザッファル・シャー2世の息子として生まれた。後継者には兄（ただし弟とする場合もある）のシカンダル・シャーが指名されていた。
バハードゥル・シャーの幼少期も苦難に満ちたものであり、その生涯を通して全てが戦いであった。ポルトガルの年代記作者ディオゴ・デ・コウトが16世紀に書いたグジャラート王国に関する、バハードゥル・シャーの記述を見ると以下のように記されている。
その中では、バハードゥル・シャーはムザッファル・シャー2世の最初の息子とされ、彼がまだ子供のときに占星術師が彼の父に王国が彼の長男の手に奪われるであろうと告げられたからか、あるいは彼の父がより愛していた弟に王国を継承させたかったのか、ムザッファル2世はバハードゥル・シャーに悪意を抱くようになったのだという。そのため、バハードゥル・シャーは自分から逃げ出し、巡礼者あるいはカランダル（ペルシア語で「世捨て人」を意味する）になってヒンドゥスターン（インド）を放浪した。
バハードゥル・シャーはこのように放浪者として数年を過ごしたが、1526年に転機が訪れた。放浪しているさなか、父ムザッファル・シャー2世が死去し、弟のシカンダル・シャーが継承した。しかし、彼は間もなく死亡し王国はもうひとりの弟マフムード・シャー2世に継承された。
ムザッファル2世の死去の知らせがヒンドゥスターン中を駆けめぐると、それはバハードゥル・シャーにも届いた。彼は直ちに王位を要求するために戻り、聞くところよればカランダルの出で立ちのまま、首都アフマダーバードの宮殿に入った。そこには継母とその息子である少年の王（マフムード・シャー2世）もいた。彼は自分が何者であるか誰にも告げずに入っていって母に会って正体を明かし、王国を継承できるように必要な命令を下すことを彼女に求めたが、「皇后は弟が彼を見つければ彼を殺そうとするだろうから、ここを離れたほうがよい」と告げた。
バハードゥル・シャーは幻滅し、 マールワー・スルターン朝の君主マフムード・シャー2世のもとへ行って自らの素性を明かし、王国を取り戻すのに必要な援助を求めた。王はあらゆる援助を約束し、また王自らが彼を助けるために立ち上がることさえ約束した。さらに王はこの目的のために、周辺の諸王に大軍を率いて加わるように依頼した。バハードゥル・シャーはマールワー・スルターン朝とメーワール王国の援助を得て、同年に弟マフムード・シャー2世を破り即位した。
だが、バハードゥル・シャーは即位するや否や、その援助を行ったマールワー・スルターンやメーワール王国を攻撃し、1531年にはマールワー・スルターン朝を滅ぼした。これにより、グジャラート・スルターン朝は中央インドのマールワーにまで勢力を広げることとなった。
その後、1534年にバハードゥル・シャーはメーワール王国の首都チットールガルを包囲し、これを占拠した。だが、サングラーム・シングの未亡人はムガル帝国の皇帝フマーユーンに援軍を要請していた。
1535年、皇帝フマーユーンが遠征を仕掛けてきた。バハードゥル・シャーはムガル帝国に滅ぼされたローディー朝の残党を多数抱え込み、東方のアフガン勢力とも密かに連絡をとり、信仰のムガル帝国を放逐しようとしていた。
バハードゥル・シャーはムガル帝国の軍と戦ったが敗北を喫し、マーンドゥーとチャーンパネールを奪われた。また、同年にポルトガル勢力がディーウ島を占拠した。
翌年、バハードゥル・シャーはムガル帝国の軍勢をグジャラートから放逐した。だが、徐々にその凋落が始まり、ついにはディーウ島のポルトガル総督との交渉に臨まねばならなかった。
1537年2月14日、バハードゥル・シャーはポルトガルとの会見の場で最期を迎えることになった。こうして、バハードゥル・シャーは暗殺されたが、ポルトガル側の記録では彼を暗殺したことを決して認めなかったため、彼の死は長らく溺死として扱われてきた。
この事件はグジャラートに対するムガル帝国の圧迫など、当時のインド内の覇権争いだけでなく、ポルトガルなどの対外勢力の植民地獲得に対する野望など複雑な世界情勢もあった。また、ポルトガルのインドにおける覇権を得るために、どのような狡猾な手段も行うことの一例でもあった。
バハードゥル・シャーの死はグジャラート・スルターン朝に大きな打撃を与え、ポルトガルのもくろみ通り、これ以降王国は衰退、崩壊の道をたどっていった。
死後、1538年になってバハードゥル・シャーがオスマン帝国のスレイマン1世に要請していた艦隊が到着した。この艦隊は72隻からなる新艦隊であり、インド西部のポルトガルの拠点ディーウを包囲したが、結局攻略することはできなかった（ディーウ包囲戦）。とはいえ、この艦隊は遠征中にアデンを獲得し、ポルトガルの紅海への出入りを牽制することが出来るようになり、のちのイエメン州編成に繋がった。